# Can't Buy a Thrill
Can't Buy a Thrill es el primer álbum de estudio de la banda estadounidense Steely Dan, publicado en noviembre de 1972 por ABC Records. El álbum fue escrito por los miembros de la banda, Donald Fagen y Walter Becker, grabado en agosto de 1972 en los estudios The Village en Los Ángeles, y producido por Gary Katz.
El álbum se convirtió en un éxito comercial, alcanzando el puesto #17 en el Billboard 200, siendo eventualmente certificado con disco de platino. También recibió reseñas positivos de los críticos de música y luego apareció en muchas listas profesionales de los mejores álbumes, incluyendo All Time Top 1000 Albums de Colin Larkin (2000) y «500 Greatest Albums of All Time» de la revista Rolling Stone (2003).

## Grabación
Steely Dan grabó el álbum en agosto de 1972 en los estudios The Village en Los Ángeles, California. Dos canciones grabadas durante las sesiones de Can't Buy a Thrill fueron descartadas, siendo publicadas como un sencillo: «Dallas» / «Sail the Waterway». Este es el único álbum de la banda en incluir a David Palmer como un vocalista, el cual fue reclutado después de que Donald Fagen expresara su preocupación por cantar en vivo. El baterista Jim Hodder también participa como vocalista en una canción, «Midnite Cruiser». Cuando comenzó la grabación del próximo álbum, la banda y el productor Gary Katz habían convencido a Fagen para que asumiera el papel de vocalista principal completo.

## Música y letra
De acuerdo a los escritores Marjorie Galen y Gordon Matthews, Can't Buy a Thrill presenta un estilo optimista de soft rock. El periodista musical Paul Lester dijo que incorpora elementos musicales de mambo, swing, jazz y música latina. El crítico de música Stephen Thomas Erlewine señaló que el primer sencillo del álbum, «Do It Again», incorpora una melodía de jazz latino, mientras que el segundo sencillo, «Reelin' in the Years», presenta solos de guitarra y armonías de jazz. Robert Christgau describió está última como una canción de mambo atenuada con letras “trágicas” sobre un perdedor “compulsivo”.
«Fire in the Hole» la cual presenta a Fagen en el piano, toma su título de una frase usada por los soldados estadounidenses en Vietnam y alude a cómo tantos estudiantes evadieron el servicio militar a finales de la década de 1960 y a principios de la de 1970 (Becker y Fagen incluidos).

## Título y diseño de portada
El título del álbum es una referencia a la línea de apertura de la canción de Bob Dylan, «It Takes a Lot to Laugh, It Takes a Train to Cry». La portada del álbum presenta un fotomontaje hecho por Robert Lockart. Incluía una imagen de una fila de prostitutas en una zona roja de Ruan en Francia esperando clientes, y fue elegida por su relevancia para el título del álbum. La carátula fue prohibida en España por Francisco Franco y fue reemplazada con una fotografía de la banda tocando en un concierto.

## Rendimiento comercial
Can't Buy a Thrill fue publicado en noviembre de 1972 por ABC Records en los Estados Unidos y en enero de 1973 por Probe Records en el Reino Unido. El álbum se convirtió en un éxito comercial, alcanzando el puesto #17 en el Billboard 200. También fue certificado con disco de platino por la Asociación de Industria Discográfica de Estados Unidos.

## Lista de canciones
Todas las canciones escritas y compuestas por Donald Fagen y Walter Becker.
Lado uno
1. «Do It Again» – 5:56
2. «Dirty Work» – 3:07
3. «Kings» – 3:45
4. «Midnite Cruiser» – 4:06
5. «Only a Fool Would Say That» – 2:56

Lado dos
1. «Reelin' in the Years» – 4:35
2. «Fire in the Hole» – 3:26
3. «Brooklyn (Owes the Charmer Under Me)» – 4:19
4. «Change of the Guard» – 3:38
5. «Turn That Heartbeat Over Again» – 4:58

## Créditos
Créditos adaptados desde las notas del álbum.
Steely Dan
- David Palmer – voz principal (2, 8), coros
- Donald Fagen – piano acústico y eléctrico, órgano Yamaha YC-30, voz principal (1, 3, 5–7, 9, 10), coros
- Jeff Baxter – guitarra, guitarra de acero con pedal, spoken word (5)
- Denny Dias – guitarra, sitar eléctrico
- Walter Becker – bajo eléctrico, coros
- Jim Hodder – batería, percusión, voz principal (4), coros

Músicos adicionales
- Elliott Randall – guitarra líder (3, 6)
- Jerome Richardson – saxofón tenor
- Snooky Young – fliscorno
- Victor Feldman – percusión
- Venetta Fields, Clydie King, Sherlie Matthews – coros (3, 8)

## Posicionamiento
| Gráficas (1972–73)             | Pico de posición |
| ------------------------------ | ---------------- |
| Australia (Kent Music Report)  | 46               |
| Canadá (RPM Top Albums)        | 4                |
| Estados Unidos (Billboard 200) | 17               |

| Gráficas (1975)               | Pico de posición |
| ----------------------------- | ---------------- |
| Reino Unido (UK Albums Chart) | 38               |